# Mistrovství světa v zápasu řecko-římském 1966
Mistrovství světa v zápasu řecko-římském proběhlo v Toledu, Spojené státy americké v roce 1966.  

## Výsledky
| Kategorie | Zlato           | Stříbro          | Bronz              |
| --------- | --------------- | ---------------- | ------------------ |
| do 52 kg  | Angel Kerezov   | Sergej Rybalko   | Rolf Lacour        |
| do 57 kg  | Fritz Stange    | Koji Sakurama    | Ünver Beşergil     |
| do 63 kg  | Roman Rurua     | Leif Freij       | Iradž Choršídfár   |
| do 70 kg  | Stevan Horvat   | Gennadij Sapunov | Eero Tapio         |
| do 78 kg  | Viktor Igumenov | Florea Ciorcilă  | Peter Nettekoven   |
| do 87 kg  | Valentin Olenik | Tevfik Kış       | Franz Pötsch       |
| do 97 kg  | Bojan Radev     | Valery Anisimov  | Nicolae Martinescu |
| +97 kg    | István Kozma    | Nikolaj Šmakov   | Petr Kment         |